# Quatuor à cordes no 2 de Brahms
Pour les articles homonymes, voir Quatuor à cordes no 2.
Le Quatuor à cordes opus 51 no 2 en la mineur est le deuxième des trois quatuors de Johannes Brahms. Il a été écrit un an après son requiem allemand. Composé en 1873, il fut joué pour la première en fois, en privé, devant Clara Schumann et créé le 3 décembre 1875 à Vienne par le quatuor Hellmesberger. Il est dédié au Docteur Theodor Billroth, chirurgien et ami du compositeur.
Une transcription pour deux pianos en a été faite par Brahms.

## Structure de l'œuvre
1. Allegro non troppo (à 
)
2. Andante moderato (en la majeur, )
3. Quasi minuetto (en la mineur, à 
)
4. Allegro non assai (en la mineur, à 
)